# Гейман, Родион Григорьевич
Родион (Рудольф) Григорьевич Гейман (Rudolph von Heimann; 23 мая [4 июня] 1802, Вильна — 9 [21] июня 1865, Москва) — ординарный профессор Московского университета на кафедре химии, действительный статский советник, доктор медицины и кандидат философии.

## Биография
Сын доктора медицины Григория Ефимовича Геймана, прибывшего в 1807 году из Германии в Виленский госпиталь. Первоначальное образование получил дома, под руководством отца, изучая языки: латинский, французский и немецкий; географией, историей и математикой он занимался с одним из учителей Смоленской гимназии.
Уже в 1815 году поступил в Виленский университет (физико-математический факультет); 29 июня 1817 года получил в нём степень кандидата философии. В 1818 году поступил на медицинский факультет, но переехал в Москву, где слушал лекции по медицине и английскому языку в Московском университете и Московском отделении Медико-хирургической академии. По окончании курса добился разрешения держать экзамен на степень доктора медицины. После сдачи экзамена 26 июля 1820 года, по просьбе профессора химии Ф. Ф. Рейсса, ему было предложено место репетитора по кафедре химии, которое он и занял с 21 февраля 1821 года. После защиты диссертации «О пользе химии в медицине», 30 сентября 1822 года, он был утверждён в звании доктора медицины; 2 октября того же года избран экстраординарным членом Физико-медицинского общества, а 12 февраля 1823 года — ординарным членом Московского общества испытателей природы. В том же 1823 году, по прочтении пробной лекции «О влиянии хлора на теорию горения и о современном значении рецептуры», был утверждён в должности адъюнкта химии и рецептуры при Московском отделении Медико-хирургической академии.
С 1826 года, по приглашению попечителя Московского учебного округа А. А. Писарева, стал читать, в качестве адъюнкта, лекции и на кафедре химии Московского университета; 24 мая 1829 года был утверждён в звании экстраординарного профессора Медико-хирургической академии.
Во время холерной эпидемии в Москве (1830—1831) был назначен членом временного медицинского совета и главным медицинским инспектором Мясницкой части; устроил Мясницкую временную холерную больницу и карантинную для выздоравливающих; за свои труды 22 мая 1831 года получил орден Св. Анны 3-й степени.
Был назначен 17 сентября 1832 года преподавателем химии в Московском университете на место профессора Рейсса; 28 марта 1833 года утверждён ординарным профессором при университете, а 18 июля того же года — и при академии.
Ввёл в научный оборот термин «техническая химия» и в период 1836—1854 годов читал бесплатный публичный курс по технической химии, первоначально рассчитанный на московских фабрикантов, а затем благодаря популярности изложения завоевавшие широкую аудиторию (свыше 400 слушателей).
В 1837 году благодаря своим связям с коммерческим миром и при содействии попечителя Московского университета и председателя московского отделения Мануфактурного совета графа С. Г. Строганова Гейману удалось добиться постройки, по разработанному им плану, нового здания химической лаборатории Московского университета, считавшейся в то время одной из лучших в Европе. В здании лаборатории размещалась обширная аудитория для чтения лекций и основана библиотека. Лаборатория получила хорошее оснащение, позволявшее Гейману проводить в ней исследования по заданиям фабрикантов, Артиллерийского департамента Военного министерства, Министерства внутренних дел, медицинского ведомства и других государственных учреждений.

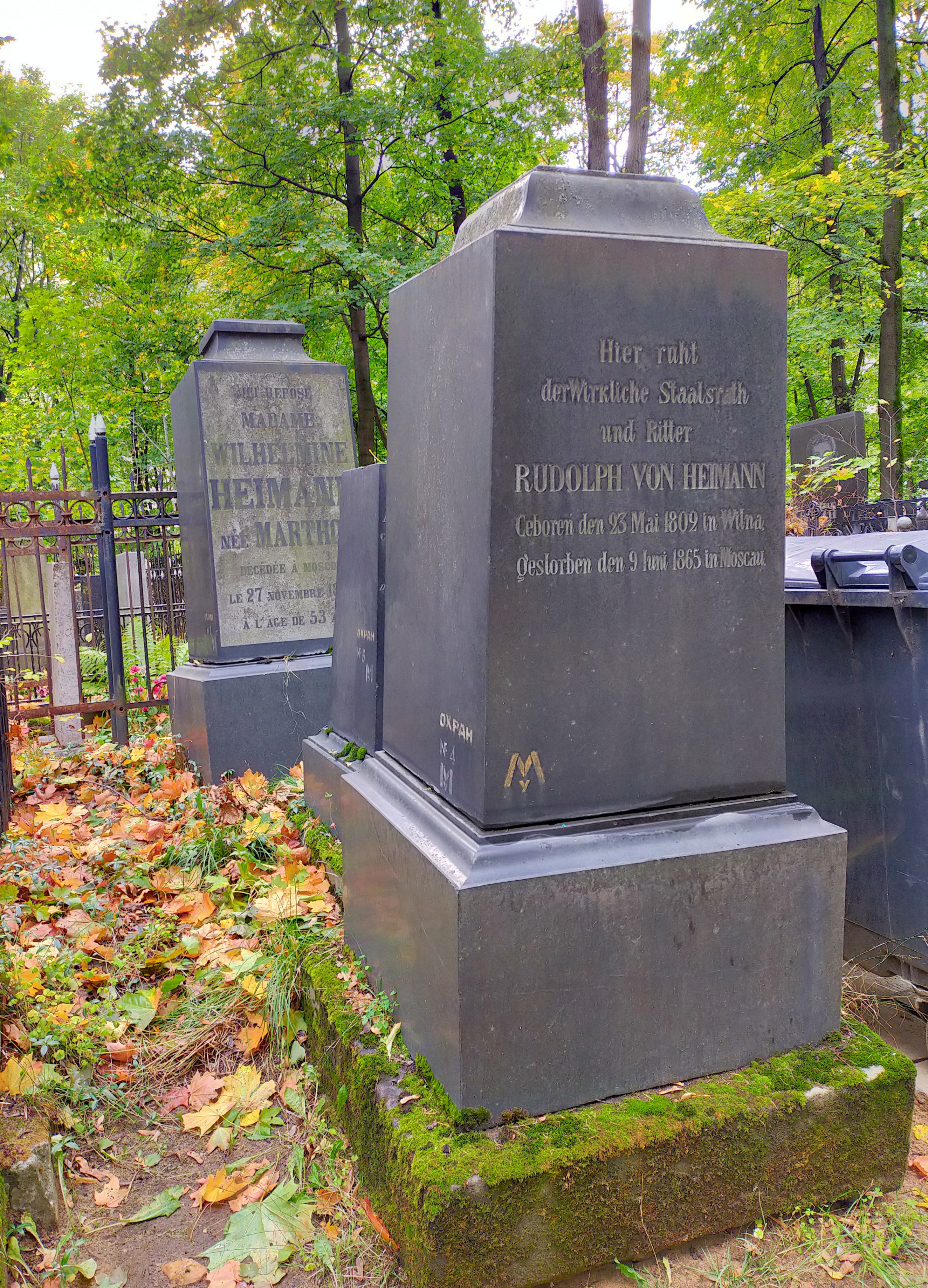
Надгробие Р. Г. Геймана на Введенском кладбище

В 1841 году, путешествуя по Германии, Франции, Швейцарии, Тиролю, Бельгии и Англии, осматривал различные учебные заведения, особенно химические лаборатории, заводы и фабрики, знакомился с различными фабричными производствами. Вернувшись в Россию, осматривал фабрики и заводы в России — Шуи и Иваново-Вознесенска, Санкт-Петербурга. Результатом стал обзор русских химических заводов с различными предложениями относительно возможного их улучшения.
В 1842 году был награждён орденом Св. Станислава 2-й степени; 13 июня 1849 года — орденом Св. Анны 2-й степени. В 1852 году назначен членом московского отделения Мануфактурного совета, утверждён членом комитета по устройству Московской мануфактурной выставки 1853 года.
Состоял действительным членом Московского общества сельского хозяйства (с 1826), членом геологического общества во Франции (с 1841) и членом германского медицинского общества в Берлине (с 1844). Был инициатором разработки месторождений торфа под Москвой. Член Московского общества исследователей природы..
С 1854 года — действительный статский советник и Заслуженный профессор Московского университета.
Умер 9 (21) июня 1865 года. Похоронен на Введенском кладбище (1 уч.) в Москве.

## Семья
Был женат дважды.
Первый раз — на дочери профессора Григория Ивановича Фишер фон Вальдгейм — Августе Григорьевне (7.1.1811—2.6.1838). У них родился 15.11.1833 года сын Григорий-Леопольд.
Вторая жена: Вильгельмина Карловна Мартос (1816—27.11.1869). У них родились:
- Рудольф-Григорий (род. 19.4.1843)
- Августина-Елизавета (род. 8.1.1846)
- Вильгельмина-Елизавета-Генриета-Флора (род. 2.9.1850).